# Torine
Torine (ógörögül: Τορύνη) más néven Torone (Τορώνη), az ókori Thesprotia városa volt Epiruszban. Augustus flottája nem sokkal az actiumi csata előtt kikötött Torine mellett, és a ptolemaioszi nevek sorrendje alapján úgy tűnik, hogy a Tíamisz folyó torkolata és Szibota közötti öblök egyikében horgonyzott le. A Jón-tenger partján helyezkedett el, helyszíne feltételezhetően a jelenlegi Párga közelében volt.
William Shakespeare Antonius és Kleopátra című művében Torinét személyesen veszi át Iulius Caesar, röviddel római tartózkodása után, szinte misztikus sebességgel. A „torine” az ókori görögben „merőkanalat” jelentett, Plutarkhosz: Antonius életében pedig Kleopátra szójátékot mond erről. Victor Hugo az 1832-es júniusi lázadásról szóló regényében, a Nyomorultakban egy szereplő ezt mondja: „Kleopátra szójátéka megelőzte az actiumi csatát, és ha ez nem lett volna, senki sem emlékezett volna Torine városára”.

## Fordítás
- Ez a szócikk részben vagy egészben  a   Toryne című angol Wikipédia-szócikk ezen változatának fordításán alapul.  Az eredeti cikk szerkesztőit annak laptörténete sorolja fel. Ez a jelzés csupán a megfogalmazás eredetét és a szerzői jogokat jelzi, nem szolgál a cikkben szereplő információk forrásmegjelöléseként.